# Clima de Paraguay

Imágenes satelitales del Cono Sur mes a mes.

El clima del Paraguay puede clasificarse en tres grandes tipos de clima: el clima subtropical húmedo (Cfa), llamado en sus otras variantes regionales como clima chino o clima de la Pampa, es el clima predominante en el sur de la Región Oriental; el clima tropical de sabana (Aw), que es el clima predominante en el norte de la Región Oriental, al sur y noreste de la Región Occidental; y el clima semiárido cálido (BSh) que se presenta al oeste de la Región Occidental, en el Departamento de Boquerón.

Tipos de clima en el Paraguay según Köppen.
Clima tropical húmedo (Af)
Clima tropical monzónico (Am)
Clima tropical de sabana (Aw)
Clima semiárido cálido (BSh)
Clima subtropical húmedo (Cfa)

En líneas generales, el Paraguay está enmarcado en una zona de alta humedad y temperaturas cálidas todo el año, con veranos calurosos y lluviosos, e inviernos suaves con altibajos de temperaturas que pueden llegar a provocar heladas en prácticamente todo el territorio nacional, así como días cálidos. 
Las temperaturas medias van aumentando de sur a norte, mientras que las precipitaciones van disminuyendo de este a oeste. Las temperaturas cálidas se hacen presente en la mayor parte del año, pues las temperaturas medias anuales superan los 30 °C en todo el territorio nacional, debido a la cercanía con el Trópico de Capricornio (cruza el Paraguay por el medio). En la Región Oriental, la temperatura media anual ronda entre los 27 y 40 °C, mientras que en la Región Occidental o Chaco, la media anual ronda los 35 °C. 
En menor extensión territorial se pueden presentar además otros climas como el clima tropical monzónico (Am) que predomina en el noreste de la Región Oriental, sobre los departamentos de Cordillera, gran parte de San Pedro, y la zona sur de Amambay; y el clima tropical húmedo (Af) que se manifiesta al noroeste del departamento de Canindeyú, y de manera puntual sobre ciudades  del departamento de Caaguazú como Coronel Oviedo. Estos climas se atenúan en invierno y en breves periodos debido a los vientos invernales que suelen ingresar con frecuencia al territorio o también debido a las elevaciones y orografía característica de la zona norte y noroeste de la región Oriental. 
La altitud en todo el territorio nacional se encuentra entre los 84 y 507 m de elevación como promedio; mientras que la altitud máxima no supera los 900 m, por lo tanto el clima de altitud (presentes en localidades tropicales por latitud, como La Paz, Bolivia) es inexistente en el país. La ciudad de Pedro Juan Caballero (al norte de la Región Oriental), en el departamento de Amambay, puede considerarse una excepción, ya que al estar en una zona de clima tropical de sabana, debido a su altura (700 m s. n. m., elevación que se desprende de la Meseta de Mato Grosso) posee un clima más suave (parecido al subtropical húmedo, del sur de la Región Oriental) que otras ciudades llanas de misma latitud.
Prácticamente todo el territorio nacional puede sufrir leves heladas (aunque muy raras en las zonas tropicales), debido a la inexistencia de cordilleras orientadas longitudinalmente, las que permitieran detener los helados vientos invernales que soplan desde el cuadrante sur, procedentes de la Argentina o la Antártida. A su vez, esto produce grandes variaciones térmicas en tan solo pocas horas, al cambiar la dirección de los vientos.

## Regiones

Región Occidental (Chaco)
Región Oriental

### Región Occidental (Chaco)
Según Köppen, que es el más utilizado del mundo, en el Chaco se presentan dos tipos de clima: el clima semiárido cálido (BSh) al oeste del Chaco (departamento de Boquerón), y el clima tropical de sabana (Aw), que es el que predomina en los departamentos de Presidente Hayes y Alto Paraguay (sur y noreste del Chaco, respectivamente).
Esta región se caracteriza por las altas temperaturas durante todo el año (entre septiembre y abril las temperaturas máximas promedio superan los 30 °C), además por ser árido y seco en invierno, en el que las precipitaciones se dan apenas unos pocos días al mes (acentuándose más en la región semiárida). El Chaco en sí, experimenta estaciones alternativamente inundadas (verano) y secas (invierno), con variaciones estacionales de temperaturas modestas, donde los promedios caen solo ligeramente en invierno. Las temperaturas medias aumentan de oeste a este y de sur a norte.
Las precipitaciones en la región tropical rondan los 1000 mm-1200 mm; mientras que en la región semiárida, rondan entre los 600-800 mm. Las precipitaciones bajan considerablemente en invierno en la región tropical; mientras que en la región semiárida, las precipitaciones son prácticamente nulas. Las precipitaciones medias aumentan de oeste a este y de norte a sur.
La temperatura media anual ronda los 25 °C. Los inviernos son predominantemente cálidos, especialmente en la región tropical, con alrededor de 20 °C de media; aunque hacia la región semiárida pueden presentarse heladas moderadas, debido a la aridez de la zona. Los veranos son tan calurosos, que esta región es denominada "El polo de calor de Sudamérica", también es conocida como "El infierno verde".
| 1961-1990              | ene   | feb  | mar   | abr  | may  | jun  | jul  | ago  | sep  | oct  | nov  | dic   | Anual |
| ---------------------- | ----- | ---- | ----- | ---- | ---- | ---- | ---- | ---- | ---- | ---- | ---- | ----- | ----- |
| Temperatura media (°C) | 28,7  | 28,0 | 26,9  | 24,0 | 21,3 | 18,9 | 19,3 | 21,3 | 23,6 | 26,6 | 27,7 | 28,4  | 24,6  |
| Precipitaciones (mm)   | 116,5 | 98,1 | 119,7 | 77,8 | 37,5 | 18,8 | 14,2 | 21,7 | 16,9 | 52,9 | 83,7 | 119,2 | 777,0 |

| 1961-1990              | ene   | feb   | mar   | abr   | may  | jun  | jul  | ago  | sep  | oct   | nov   | dic   | Anual  |
| ---------------------- | ----- | ----- | ----- | ----- | ---- | ---- | ---- | ---- | ---- | ----- | ----- | ----- | ------ |
| Temperatura media (°C) | 28,2  | 27,9  | 26,9  | 24,6  | 21,8 | 19,9 | 19,9 | 21,4 | 23,3 | 25,6  | 27,0  | 27,9  | 24,5   |
| Precipitaciones (mm)   | 140,0 | 118,6 | 123,0 | 107,0 | 76,1 | 56,6 | 27,9 | 44,8 | 51,9 | 111,9 | 150,0 | 181,8 | 1189,6 |

### Región Oriental
Según Köppen, el clima en la región oriental se clasifica en dos: el tropical de sabana (Aw), al norte de la región oriental; y el subtropical húmedo (Cfa) al sur de la región oriental. La temperatura media anual en la región varía entre 20 °C (sur) a 25 °C (norte).
En general en la región oriental, los veranos son calurosos, con una media estacional que varía entre 26 °C (sur) a 28 °C (norte) y lluviosos, con más de 100 milímetros de lluvias mensuales en esta estación. Los inviernos por lo general son suaves, con una media estacional que varía entre 16 °C (sur) a 19 °C (norte). Las precipitaciones son abundantes a lo largo del año (1300-1800 mm anuales), siendo mayores en la zona sur.
La zona norte de la región oriental (Aw) se caracteriza por las bajas precipitaciones en los meses invernales comparado con el resto del año, que es abundante. De octubre a abril el tiempo se vuelve húmedo (debido a la inestabilidad climática) y muy caluroso debido al reinante viento norte en la zona; mientras cuando caen los promedios de precipitaciones (mayo a septiembre) se vuelve notoriamente más fresco el clima, pudiéndose desarrollar suaves heladas (promedio de un día al año/año de por medio) entre junio a agosto, especialmente en la zona de transición climática (centro de la región oriental).
La zona sur de la región oriental (Cfa) se caracteriza por tener abundantes precipitaciones regularmente distribuidas mensualmente cada año (en todos los meses del año se superan los 100 mm como media). Los veranos son calurosos, pero los inviernos son más frescos y hay más posibilidad de que se den heladas (promedio de tres al año aproximadamente), y excepcionalmente caída de aguanieve.
| 1961-1990              | ene   | feb   | mar   | abr   | may   | jun  | jul  | ago  | sep  | oct   | nov   | dic   | Anual  |
| ---------------------- | ----- | ----- | ----- | ----- | ----- | ---- | ---- | ---- | ---- | ----- | ----- | ----- | ------ |
| Temperatura media (°C) | 27,6  | 27,3  | 26,2  | 23,5  | 20,3  | 18,5 | 18,7 | 20,0 | 21,8 | 24,5  | 26,0  | 27,2  | 23,5   |
| Precipitaciones (mm)   | 152,8 | 122,8 | 140,1 | 122,9 | 124,8 | 62,3 | 42,6 | 55,8 | 67,7 | 124,7 | 161,8 | 163,5 | 1341,7 |

| 1961-1990              | ene   | feb   | mar   | abr   | may   | jun  | jul  | ago  | sep  | oct   | nov   | dic   | Anual  |
| ---------------------- | ----- | ----- | ----- | ----- | ----- | ---- | ---- | ---- | ---- | ----- | ----- | ----- | ------ |
| Temperatura media (°C) | 27,5  | 26,9  | 25,9  | 22,8  | 19,8  | 17,6 | 17,9 | 18,6 | 20,5 | 23,2  | 24,9  | 26,5  | 22,7   |
| Precipitaciones (mm)   | 158,2 | 122,0 | 114,6 | 156,9 | 110,4 | 72,2 | 42,3 | 77,2 | 78,6 | 115,7 | 152,6 | 132,3 | 1333,7 |

| 1961-1990              | ene   | feb   | mar   | abr   | may   | jun   | jul   | ago   | sep   | oct   | nov   | dic   | Anual  |
| ---------------------- | ----- | ----- | ----- | ----- | ----- | ----- | ----- | ----- | ----- | ----- | ----- | ----- | ------ |
| Temperatura media (°C) | 25,5  | 24,9  | 23,4  | 20,0  | 17,3  | 15,2  | 15,5  | 16,6  | 18,1  | 20,6  | 22,7  | 24,8  | 20,4   |
| Precipitaciones (mm)   | 152,2 | 160,6 | 142,4 | 162,2 | 144,4 | 135,8 | 102,7 | 116,9 | 149,5 | 181,7 | 161,5 | 150,0 | 1759,8 |

## Estaciones
El promedio estacional anual varía entre los 20 °C a 25 °C, siendo más elevado al norte y más bajo al sur. La diferencia entre el mes más frío y el más cálido se sitúa en torno a los 10 °C en la región semiárida y subtropical, y en torno a los 8 °C en la región tropical.
Las precipitaciones son abundantes a lo largo del año, al igual que las tormentas, por lo tanto se pueden presentar bruscos cambios en el tiempo, generalmente en las estaciones transicionales (otoño y primavera) y también durante el invierno.

### Verano
El verano (21 de diciembre - 20 de marzo) es caluroso en todo el país. Tanto las noches como las tardes son muy cálidas en todo el país, y debido a la humedad relativa del ambiente, la sensación de calor suele ser más sofocante. Las precipitaciones son abundantes en todo el país, que se dan generalmente con chaparrones y tormentas cortas de verano o tormentas aisladas.
El aire húmedo tropical mantiene el tiempo caluroso en todo el país durante fines de la primavera, el verano y hasta principios del otoño. La influencia dominante sobre el clima es el cálido y húmedo viento nordeste que sopla desde el Brasil. Frecuentes olas de aire fresco del sur causan un tiempo que va alternando entre cielo despejado, a condiciones de humedad y tormentas, y trae de paso consigo temperaturas más agradables. 
Las temperaturas máximas medias rondan los 31 a 35 °C, y las mínimas medias rondan los 21 a 23 °C en todo el territorio nacional. En Asunción y la región central del país, las temperaturas promedio rondan entre 23 °C (mín.) y 33 °C (máx.). En la región norte y Chaco,  las temperaturas promedio rondan entre 25 °C (mín.) y 35 °C (máx.). En la región del sur,  las temperaturas promedio rondan entre 21 °C (mín.) y 32 °C (máx.).

### Otoño
El otoño en el país (21 de marzo-20 de junio) sigue siendo, al principio, caluroso, aunque luego de las primeras tormentas otoñales, el clima se torna más templado y agradable.
Las tormentas otoñales suelen tornar el tiempo más fresco, debido a que los "vientos del sur" soplan con mayor intensidad durante toda la estación. Las primeras nieblas del año suelen darse también en otoño. Las olas de frío suelen darse ya entre abril y mayo, con temperaturas mínimas alrededor de los 10 °C, y máximas alrededor de 20 °C.
Al principio del otoño, las temperaturas permanecen aún al igual que del verano, con máximas medias y mínimas medias alrededor de los 30 °C y 20 °C respectivamente, bajando paulatinamente entrado el mes de abril. A finales del otoño, se pasa ya a temperaturas invernales, con una máxima no superior a 25 °C y mínimas medias por debajo de los 15 °C en casi todo el territorio nacional.
En Asunción y la región central,  las temperaturas promedio rondan entre 18 °C (mín.) y 28 °C (máx.) En la región Norte y el Chaco, las temperaturas promedios rondan entre 19 °C (mín.) y 29 °C (máx.). En la región del sur, las temperaturas promedio rondan entre 15 °C (mín.) y 27 °C (máx.).

### Invierno
El invierno (21 de junio-20 de septiembre), es considerado suave, caracterizado por ser fresco entre la noche a la mañana, y luego templado a la tarde. El invierno es más fresco hacia el interior del país (hacia el sur del país, específicamente). 
Se considera una estación errática o irregular, pues pueden darse todo tipo de climas, ya sean días de mucho frío (mínimas alrededor y por debajo de 0 °C), así como días calurosos (máximas superior a 30 °C). Es la estación con menor precipitación (lluvia) en promedio en el país. No obstante, la humedad relativa del ambiente se mantiene elevada, en especial en horas entre la madrugada y mañana, provocando que la sensación térmica sea menor a la temperatura real. Esto a su vez también provoca niebla y neblinas, evento visible ya en otoño.
Como promedio los frentes fríos que acarrean los vientos del sur, hacen disminuir la temperatura dentro de un periodo de 3 a 10 días continuas, con máximas por debajo de los 20 °C y mínimas alrededor de los diez grados e inclusive menos; luego las temperaturas ascienden ligeramente para luego caer dentro del período anteriormente dicho. Esto ocurre frecuentemente cuando suele soplar "vientos del norte", que trae consigo temperaturas más cálidas, sobre todo por la noche. Un ejemplo claro de esto es el Veranillo de San Juan, cuando las temperaturas permanecen "veraniegas" en pleno junio-julio, por un periodo de 3 a 10 días continuas, para luego caer bruscamente las temperaturas.
Pueden darse suaves heladas y escarchas en todo el territorio nacional con el ingreso de frente frío de tipo polar. Siendo más frecuente hacia la región sureste del Paraguay, y siendo más intenso hacia la región semiárida del Chaco, en el que las temperaturas pueden caer hasta los -5 °C debido a la aridez de la zona y a la falta de barreras naturales. 
Las máximas medias no superan los 25 °C y las mínimas medias se encuentran por debajo de 15 °C en prácticamente todo el territorio nacional. En el sur, las mínimas inclusive promedian los 10 °C. En Asunción y la región central, las temperaturas promedio rondan entre 12 °C y 23 °C. En la región Norte y el Chaco, las temperaturas promedio rondan entre 15 °C (mín.) y 27 °C (máx.). En la región del sur, las temperaturas promedio rondan entre 10 °C (mín.) y 22 °C (máx.).

### Primavera
En la primavera (21 de septiembre-20 de diciembre) nuevamente vuelve a ser generalmente caluroso por la tarde, mientras que las noches se vuelven entre frescas a templadas. Los chaparrones vuelven a aparecer en esta estación, con tormentas aisladas.
Las heladas son ya raras en la estación. Mientras que el fresco se da a menudo, el tiempo cálido va ganando nuevamente terreno, y las olas de calor se vuelven prácticamente "normales" conforme avanza la primavera. Generalmente empiezan a soplar más intensamente los vientos del norte que en invierno, además que va aumentando la radiación solar, prevaleciendo así las temperatura cálidas; aunque de vez en cuando suele soplar los "vientos del sur", provocando noches/mañanas frescas, y tardes cálidas pero agradables.
Al principio de la primavera, las temperaturas son parecidas al del otoño, con una máxima media de 25 °C y mínimas alrededor de los 15 °C.
Para el final de la primavera, las temperaturas son igual al del verano, con máximas y mínimas medias superiores a los 30 °C y 20 °C respectivamente. En Asunción y la región central, las temperaturas promedio rondan entre 18 °C y 29 °C. En la región Norte y el Chaco, las temperaturas promedio rondan entre 20 °C (mín.) y 30 °C (máx.). En la región del sur, las temperaturas promedio rondan entre 15 °C (mín.) y 27 °C (máx.).

## Vientos predominantes

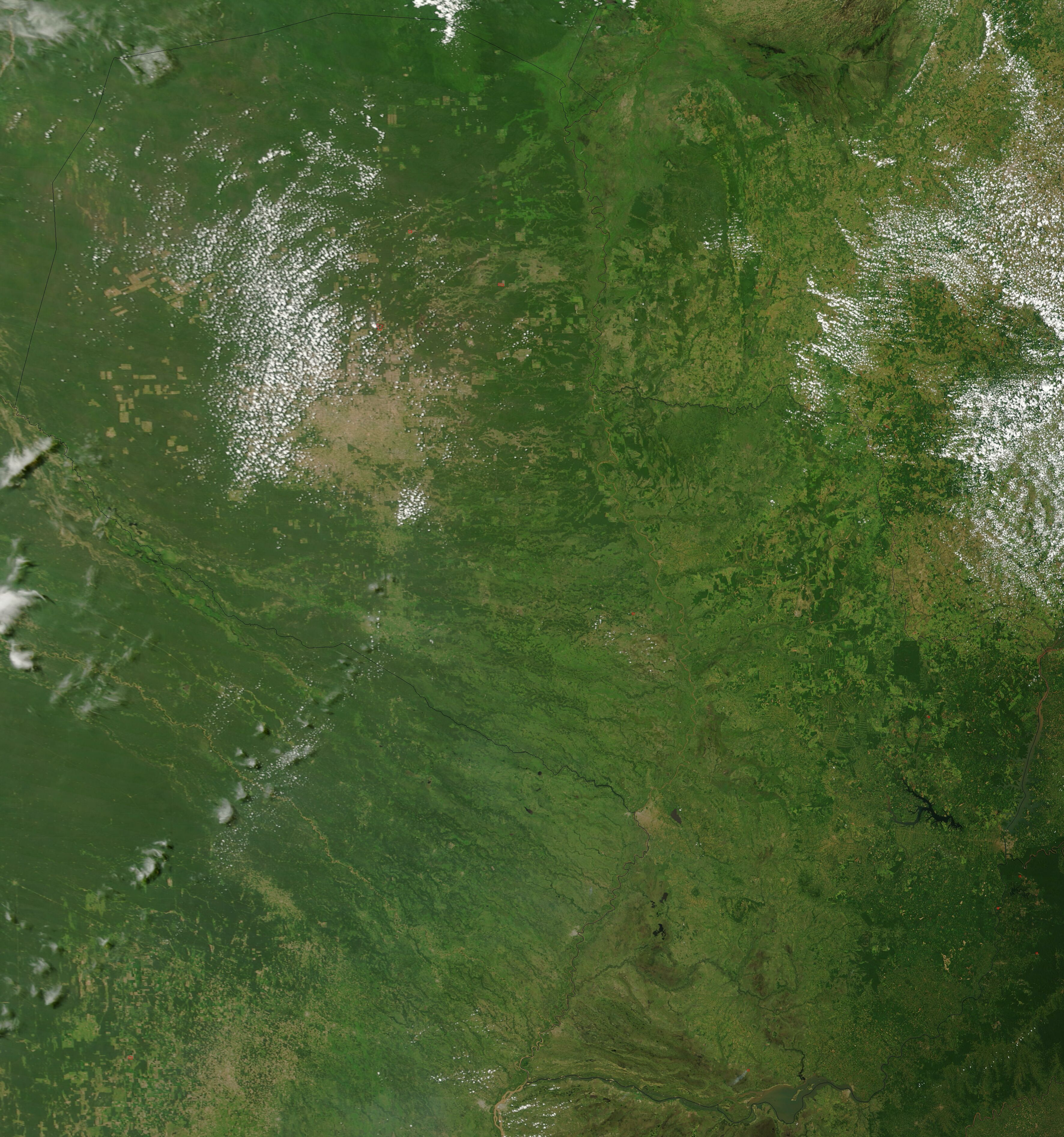
Imagen satelital de Paraguay, enero de 2003.

Los vientos se mueven generalmente como briscas, aunque con la llegada de frentes fríos/cálidos/tormentosos, los vientos son un poco más fuertes.
Las velocidades promedios son de 10 km/h aprox. durante todo el año. Mientras que las velocidades máximas no suelen superar los 70 km/h, aunque se han reportado velocidades máximas de hasta 160 km/h, de características catastróficas, como el recientemente "tornado" clase F1 ocurrido en septiembre de 2012 en Gran Asunción, que afectó principalmente a Mariano Roque Alonso, o el registrado en septiembre de 1926 en Encarnación (tornado categoría F4-5) formado en el río Paraná, destruyendo todo lo que actualmente sería la ex-zona baja de la ciudad, además de cobrarse más de 300 vidas humanas. Véase más abajo la sección de "Ciclones/Tornados".
Los vientos que soplan en el Paraguay suelen recibir el nombre de la dirección que provienen:
- Los vientos del norte son los vientos cálidos cargados de alta humedad que soplan desde el Brasil con dirección noreste.

- Los vientos del sur son los vientos frescos secos que soplan desde la Argentina, pueden durar varios días.

- Los vientos del este provienen de las cordilleras y son suaves.

- Los del vientos del oeste son infrecuentes y producen fuertes lluvias.[2]

## Precipitaciones
Las lluvias en la región del Paraná (sur de Paraguay) son abundantes, distribuidas regularmente en todos los meses, anualmente rondando 1900 mm. En cambio, Asunción (región centro), presenta pocas precipitaciones en los meses más fríos del año, siendo la cantidad de lluvia anualmente cercana a los 1400 mm.
Los chaparrones son comunes de septiembre a abril, donde cae gran cantidad de lluvia en pocos minutos y generalmente esto ocurre cuando masas de aire tropical son dominantes y la humedad es alta, mientras que las lloviznas (lluvias débiles) son comunes en el frío, desde mayo a agosto. Las últimas lloviznas suelen caer en agosto, con promedios en varias partes de la región de 20 a 100 mm. Aunque luego de algunos ligeros chaparrones, pueden presentarse las lloviznas en cualquier mes del año.
Las lluvias en todo el Chaco son livianas, variando de 500 a 1000 mm anualmente, excepto en las tierras más altas del noroeste, donde son aún mayores (región tropical).
La lluvia se concentra en los meses veraniegos, y extensas áreas que son desiertos en invierno, se encharcan en verano. La lluvia caída evapora muy rápidamente.
Los dos períodos de máxima precipitación en casi todo el país son desde marzo hasta mayo y de octubre a noviembre. Todas las subregiones pueden experimentar considerables variaciones de año a año. Por ejemplo, Asunción ha registrado como máximo 2080 mm y un mínimo de 560 mm de lluvia anual; Puerto Bertoni en la región del Paraná, ha registado entre 3300 mm y 790 mm.

## Valores medios en diferentes puntos del Paraguay
Las temperaturas 'Max', 'Med' y 'Min' se expresan en grados Celsius (°C), y las lluvias en milímetros (mm).
| Región        | Clima  | Ciudad                | Verano (Dic – Feb) | Verano (Dic – Feb) | Verano (Dic – Feb) | Verano (Dic – Feb) |    | Otoño (Mar – May) | Otoño (Mar – May) | Otoño (Mar – May) | Otoño (Mar – May) |    | Invierno (Jun – Ago) | Invierno (Jun – Ago) | Invierno (Jun – Ago) | Invierno (Jun – Ago) |    | Primavera (Sep – Nov) | Primavera (Sep – Nov) | Primavera (Sep – Nov) | Primavera (Sep – Nov) |  | Anual | Anual  |
| --            | --     | --                    | Max                | Med                | Min                | Lluvia             |    | Max               | Med               | Min               | Lluvia            |    | Max                  | Med                  | Min                  | Lluvia               |    | Max                   | Med                   | Min                   | Lluvia                |  | Med   | Lluvia |
| Centro        | Cfa    | Asunción              | 33                 | 28                 | 22                 | 426                | 28 | 23                | 18                | 396               | 23                | 17 | 12                   | 193                  | 29                   | 24                   | 18 | 381                   | 23                    | 1399                  |                       |  |       |        |
| Centro/Sur    | Cfa    | Ciudad del Este       | 32                 | 27                 | 21                 | 524                | 28 | 23                | 17                | 445               | 23                | 17 | 12                   | 365                  | 28                   | 23                   | 17 | 520                   | 22                    | 1852                  |                       |  |       |        |
| Sur           | Cfa    | Encarnación           | 32                 | 26                 | 20                 | 463                | 27 | 21                | 15                | 448               | 22                | 16 | 10                   | 355                  | 27                   | 21                   | 15 | 493                   | 21                    | 1759                  |                       |  |       |        |
| Norte/Altitud | Aw/Cfa | Pedro Juan Caballero  | 30                 | 25                 | 20                 | 507                | 27 | 22                | 17                | 464               | 24                | 18 | 13                   | 200                  | 28                   | 23                   | 17 | 478                   | 22                    | 1650                  |                       |  |       |        |
| Norte         | Aw     | Concepción            | 33                 | 28                 | 23                 | 438                | 29 | 24                | 19                | 387               | 25                | 19 | 14                   | 159                  | 30                   | 24                   | 18 | 353                   | 24                    | 1341                  |                       |  |       |        |
| Bajo Chaco    | Aw     | Puerto Casado         | 34                 | 29                 | 23                 | 439                | 31 | 26                | 20                | 306               | 27                | 21 | 15                   | 127                  | 31                   | 26                   | 20 | 312                   | 25                    | 1189                  |                       |  |       |        |
| Chaco Central | BSh    | Mariscal Estigarribia | 35                 | 29                 | 22                 | 344                | 30 | 25                | 19                | 252               | 27                | 20 | 14                   | 51                   | 33                   | 26                   | 19 | 172                   | 25                    | 819                   |                       |  |       |        |

| Climograma de Fuerte Olimpo (Alto Paraguay) | Climograma de Fuerte Olimpo (Alto Paraguay) | Climograma de Fuerte Olimpo (Alto Paraguay) | Climograma de Fuerte Olimpo (Alto Paraguay) | Climograma de Fuerte Olimpo (Alto Paraguay) | Climograma de Fuerte Olimpo (Alto Paraguay) | Climograma de Fuerte Olimpo (Alto Paraguay) | Climograma de Fuerte Olimpo (Alto Paraguay) | Climograma de Fuerte Olimpo (Alto Paraguay) | Climograma de Fuerte Olimpo (Alto Paraguay) | Climograma de Fuerte Olimpo (Alto Paraguay) | Climograma de Fuerte Olimpo (Alto Paraguay) |
| --- | ------------------------------------------- | ------------------------------------------- | ------------------------------------------- | ------------------------------------------- | ------------------------------------------- | ------------------------------------------- | ------------------------------------------- | ------------------------------------------- | ------------------------------------------- | ------------------------------------------- | ------------------------------------------- |
| E | F                                           | M                                           | A                                           | M                                           | J                                           | J                                           | A                                           | S                                           | O                                           | N                                           | D                                           |
| 163 34 23 | 129 33 23                                   | 107 32 22                                   | 96 31 20                                    | 78 28 19                                    | 46 27 17                                    | 37 27 17                                    | 33 29 17                                    | 59 31 19                                    | 117 32 21                                   | 134 34 22                                   | 140 34 23                                   |
| temperaturas en °C • totales de precipitación en mm fuente: (Aw) |                                             |                                             |                                             |                                             |                                             |                                             |                                             |                                             |                                             |                                             |                                             |
| Conversión sistema imperial\| E \| F \| M \| A \| M \| J \| J \| A \| S \| O \| N \| D \| \| 6.4 93 73 \| 5.1 91 73 \| 4.2 90 72 \| 3.8 88 68 \| 3.1 82 66 \| 1.8 81 63 \| 1.5 81 63 \| 1.3 84 63 \| 2.3 88 66 \| 4.6 90 70 \| 5.3 93 72 \| 5.5 93 73 \| \| temperaturas en °F • totales de precipitación en pulgadas \| \| \| \| \| \| \| \| \| \| \| \| |                                             |                                             |                                             |                                             |                                             |                                             |                                             |                                             |                                             |                                             |                                             |
| E | F                                           | M                                           | A                                           | M                                           | J                                           | J                                           | A                                           | S                                           | O                                           | N                                           | D                                           |
| 6.4 93 73 | 5.1 91 73                                   | 4.2 90 72                                   | 3.8 88 68                                   | 3.1 82 66                                   | 1.8 81 63                                   | 1.5 81 63                                   | 1.3 84 63                                   | 2.3 88 66                                   | 4.6 90 70                                   | 5.3 93 72                                   | 5.5 93 73                                   |
| temperaturas en °F • totales de precipitación en pulgadas |                                             |                                             |                                             |                                             |                                             |                                             |                                             |                                             |                                             |                                             |                                             |

| Climograma de Mariscal Estigarribia (Boquerón) | Climograma de Mariscal Estigarribia (Boquerón) | Climograma de Mariscal Estigarribia (Boquerón) | Climograma de Mariscal Estigarribia (Boquerón) | Climograma de Mariscal Estigarribia (Boquerón) | Climograma de Mariscal Estigarribia (Boquerón) | Climograma de Mariscal Estigarribia (Boquerón) | Climograma de Mariscal Estigarribia (Boquerón) | Climograma de Mariscal Estigarribia (Boquerón) | Climograma de Mariscal Estigarribia (Boquerón) | Climograma de Mariscal Estigarribia (Boquerón) | Climograma de Mariscal Estigarribia (Boquerón) |
| --- | ---------------------------------------------- | ---------------------------------------------- | ---------------------------------------------- | ---------------------------------------------- | ---------------------------------------------- | ---------------------------------------------- | ---------------------------------------------- | ---------------------------------------------- | ---------------------------------------------- | ---------------------------------------------- | ---------------------------------------------- |
| E | F                                              | M                                              | A                                              | M                                              | J                                              | J                                              | A                                              | S                                              | O                                              | N                                              | D                                              |
| 126 35 23 | 96 35 22                                       | 140 33 21                                      | 76 31 18                                       | 38 27 16                                       | 26 25 14                                       | 9 26 13                                        | 17 29 14                                       | 20 31 17                                       | 56 34 20                                       | 96 35 21                                       | 120 35 22                                      |
| temperaturas en °C • totales de precipitación en mm fuente: (BSh) |                                                |                                                |                                                |                                                |                                                |                                                |                                                |                                                |                                                |                                                |                                                |
| Conversión sistema imperial\| E \| F \| M \| A \| M \| J \| J \| A \| S \| O \| N \| D \| \| 5 95 73 \| 3.8 95 72 \| 5.5 91 70 \| 3 88 64 \| 1.5 81 61 \| 1 77 57 \| 0.4 79 55 \| 0.7 84 57 \| 0.8 88 63 \| 2.2 93 68 \| 3.8 95 70 \| 4.7 95 72 \| \| temperaturas en °F • totales de precipitación en pulgadas \| \| \| \| \| \| \| \| \| \| \| \| |                                                |                                                |                                                |                                                |                                                |                                                |                                                |                                                |                                                |                                                |                                                |
| E | F                                              | M                                              | A                                              | M                                              | J                                              | J                                              | A                                              | S                                              | O                                              | N                                              | D                                              |
| 5 95 73 | 3.8 95 72                                      | 5.5 91 70                                      | 3 88 64                                        | 1.5 81 61                                      | 1 77 57                                        | 0.4 79 55                                      | 0.7 84 57                                      | 0.8 88 63                                      | 2.2 93 68                                      | 3.8 95 70                                      | 4.7 95 72                                      |
| temperaturas en °F • totales de precipitación en pulgadas |                                                |                                                |                                                |                                                |                                                |                                                |                                                |                                                |                                                |                                                |                                                |

| Climograma de Asunción | Climograma de Asunción | Climograma de Asunción | Climograma de Asunción | Climograma de Asunción | Climograma de Asunción | Climograma de Asunción | Climograma de Asunción | Climograma de Asunción | Climograma de Asunción | Climograma de Asunción | Climograma de Asunción |
| --- | ---------------------- | ---------------------- | ---------------------- | ---------------------- | ---------------------- | ---------------------- | ---------------------- | ---------------------- | ---------------------- | ---------------------- | ---------------------- |
| E | F                      | M                      | A                      | M                      | J                      | J                      | A                      | S                      | O                      | N                      | D                      |
| 147 34 23 | 129 33 22              | 118 32 21              | 166 28 19              | 113 25 16              | 82 23 14               | 39 23 12               | 73 25 14               | 88 26 16               | 131 29 19              | 164 31 20              | 150 32 22              |
| temperaturas en °C • totales de precipitación en mm fuente: |                        |                        |                        |                        |                        |                        |                        |                        |                        |                        |                        |
| Conversión sistema imperial\| E \| F \| M \| A \| M \| J \| J \| A \| S \| O \| N \| D \| \| 5.8 93 73 \| 5.1 91 72 \| 4.6 90 70 \| 6.5 82 66 \| 4.4 77 61 \| 3.2 73 57 \| 1.5 73 54 \| 2.9 77 57 \| 3.5 79 61 \| 5.2 84 66 \| 6.5 88 68 \| 5.9 90 72 \| \| temperaturas en °F • totales de precipitación en pulgadas \| \| \| \| \| \| \| \| \| \| \| \| |                        |                        |                        |                        |                        |                        |                        |                        |                        |                        |                        |
| E | F                      | M                      | A                      | M                      | J                      | J                      | A                      | S                      | O                      | N                      | D                      |
| 5.8 93 73 | 5.1 91 72              | 4.6 90 70              | 6.5 82 66              | 4.4 77 61              | 3.2 73 57              | 1.5 73 54              | 2.9 77 57              | 3.5 79 61              | 5.2 84 66              | 6.5 88 68              | 5.9 90 72              |
| temperaturas en °F • totales de precipitación en pulgadas |                        |                        |                        |                        |                        |                        |                        |                        |                        |                        |                        |

| Climograma de Encarnación (Itapúa) | Climograma de Encarnación (Itapúa) | Climograma de Encarnación (Itapúa) | Climograma de Encarnación (Itapúa) | Climograma de Encarnación (Itapúa) | Climograma de Encarnación (Itapúa) | Climograma de Encarnación (Itapúa) | Climograma de Encarnación (Itapúa) | Climograma de Encarnación (Itapúa) | Climograma de Encarnación (Itapúa) | Climograma de Encarnación (Itapúa) | Climograma de Encarnación (Itapúa) |
| --- | ---------------------------------- | ---------------------------------- | ---------------------------------- | ---------------------------------- | ---------------------------------- | ---------------------------------- | ---------------------------------- | ---------------------------------- | ---------------------------------- | ---------------------------------- | ---------------------------------- |
| E | F                                  | M                                  | A                                  | M                                  | J                                  | J                                  | A                                  | S                                  | O                                  | N                                  | D                                  |
| 157 33 21 | 166 32 20                          | 136 31 19                          | 173 27 15                          | 150 24 12                          | 151 21 10                          | 107 22 10                          | 106 24 11                          | 152 25 13                          | 214 28 15                          | 161 30 17                          | 180 32 19                          |
| temperaturas en °C • totales de precipitación en mm fuente: |                                    |                                    |                                    |                                    |                                    |                                    |                                    |                                    |                                    |                                    |                                    |
| Conversión sistema imperial\| E \| F \| M \| A \| M \| J \| J \| A \| S \| O \| N \| D \| \| 6.2 91 70 \| 6.5 90 68 \| 5.4 88 66 \| 6.8 81 59 \| 5.9 75 54 \| 5.9 70 50 \| 4.2 72 50 \| 4.2 75 52 \| 6 77 55 \| 8.4 82 59 \| 6.3 86 63 \| 7.1 90 66 \| \| temperaturas en °F • totales de precipitación en pulgadas \| \| \| \| \| \| \| \| \| \| \| \| |                                    |                                    |                                    |                                    |                                    |                                    |                                    |                                    |                                    |                                    |                                    |
| E | F                                  | M                                  | A                                  | M                                  | J                                  | J                                  | A                                  | S                                  | O                                  | N                                  | D                                  |
| 6.2 91 70 | 6.5 90 68                          | 5.4 88 66                          | 6.8 81 59                          | 5.9 75 54                          | 5.9 70 50                          | 4.2 72 50                          | 4.2 75 52                          | 6 77 55                            | 8.4 82 59                          | 6.3 86 63                          | 7.1 90 66                          |
| temperaturas en °F • totales de precipitación en pulgadas |                                    |                                    |                                    |                                    |                                    |                                    |                                    |                                    |                                    |                                    |                                    |

| Climograma de Pedro Juan Caballero (Amambay) | Climograma de Pedro Juan Caballero (Amambay) | Climograma de Pedro Juan Caballero (Amambay) | Climograma de Pedro Juan Caballero (Amambay) | Climograma de Pedro Juan Caballero (Amambay) | Climograma de Pedro Juan Caballero (Amambay) | Climograma de Pedro Juan Caballero (Amambay) | Climograma de Pedro Juan Caballero (Amambay) | Climograma de Pedro Juan Caballero (Amambay) | Climograma de Pedro Juan Caballero (Amambay) | Climograma de Pedro Juan Caballero (Amambay) | Climograma de Pedro Juan Caballero (Amambay) |
| --- | -------------------------------------------- | -------------------------------------------- | -------------------------------------------- | -------------------------------------------- | -------------------------------------------- | -------------------------------------------- | -------------------------------------------- | -------------------------------------------- | -------------------------------------------- | -------------------------------------------- | -------------------------------------------- |
| E | F                                            | M                                            | A                                            | M                                            | J                                            | J                                            | A                                            | S                                            | O                                            | N                                            | D                                            |
| 160 30 20 | 156 29 20                                    | 168 29 19                                    | 141 28 17                                    | 155 25 15                                    | 84 23 13                                     | 44 24 12                                     | 73 25 14                                     | 109 26 15                                    | 171 28 17                                    | 198 29 19                                    | 191 30 20                                    |
| temperaturas en °C • totales de precipitación en mm fuente: |                                              |                                              |                                              |                                              |                                              |                                              |                                              |                                              |                                              |                                              |                                              |
| Conversión sistema imperial\| E \| F \| M \| A \| M \| J \| J \| A \| S \| O \| N \| D \| \| 6.3 86 68 \| 6.1 84 68 \| 6.6 84 66 \| 5.6 82 63 \| 6.1 77 59 \| 3.3 73 55 \| 1.7 75 54 \| 2.9 77 57 \| 4.3 79 59 \| 6.7 82 63 \| 7.8 84 66 \| 7.5 86 68 \| \| temperaturas en °F • totales de precipitación en pulgadas \| \| \| \| \| \| \| \| \| \| \| \| |                                              |                                              |                                              |                                              |                                              |                                              |                                              |                                              |                                              |                                              |                                              |
| E | F                                            | M                                            | A                                            | M                                            | J                                            | J                                            | A                                            | S                                            | O                                            | N                                            | D                                            |
| 6.3 86 68 | 6.1 84 68                                    | 6.6 84 66                                    | 5.6 82 63                                    | 6.1 77 59                                    | 3.3 73 55                                    | 1.7 75 54                                    | 2.9 77 57                                    | 4.3 79 59                                    | 6.7 82 63                                    | 7.8 84 66                                    | 7.5 86 68                                    |
| temperaturas en °F • totales de precipitación en pulgadas |                                              |                                              |                                              |                                              |                                              |                                              |                                              |                                              |                                              |                                              |                                              |

## Valores extremos registrados
Los valores extremos históricos registrados según la Dirección de Meteorología e Hidrología son:

### En la Región Occidental o Chaco
- Máximo extremo registrado: 45,0 °C en la estación de Prats Gill (Dpto. de Boquerón) en fecha 14 de noviembre de 2009.
- Mínimo extremo registrado: -7,5 °C en la estación de Prats Gill (Dpto. de Boquerón) en fecha 13 de julio de 2000.
- Máxima precipitación registrada en 24 hs.: 256,3 mm en la estación de Puerto Casado (Dpto. de Alto Paraguay) en fecha 7 de enero de 1971.

### En la Región Oriental
- Máximo extremo registrado: 43,7 °C en la estación de Caazapá (Dpto. de Caazapá) en fecha 30 de diciembre de 1978.
- Mínimo extremo registrado: -6,0 °C en la estación de Encarnación (Dpto. de Itapúa) en fecha 25 de junio de 1945.
- Máxima precipitación registrada en 24 hs.: 268,0 mm en la estación de Encarnación (Dpto. de Itapúa) en fecha 29 de diciembre de 1997.

### En Asunción (capital)
- Máximo extremo registrado: 43,0 °C en fecha 16 de octubre de 2023.
- Mínimo extremo registrado: -1,2 °C en fecha 27 de junio de 2011.
- Máxima precipitación registrada en 24 hs.: 222,0 mm en fecha 26 de febrero de 2014.

## Fenómenos extremos

### Nevadas
El año 1751 por junio vi caer [nieve] en la ciudad de la Asunción; sus copos eran muy chicos y delicados. Para certificarme mejor salí al patio del colegio, extendí el brazo y recibí sobre la manga de la sotana los copos. Vióme en esta sazón, D. Juan Caballero, Regidor el más anciano de la ciudad, y preguntóme qué bacía. Certificarme, le respondí, que en la Asunción nieva. Suele nevar de cuando en cuando, dijo, y habrá veinte años que sucedió lo mismo que ahora, y cayó bastante nieve.
José Sánchez Labrador, S.J.

Las nevadas en Paraguay son muy raras, teniendo en cuenta su posición geográfica en el centro del continente, y que las masas frías de origen polar ya no llegan con tanta intensidad al territorio. Aun así se tienen registros de este inédito evento meteorológico. 
Es más probable la caída de aguanieve (mezcla de lluvia y nieve) que de la nieve sola. La probabilidad aumenta hacia la región sur del país, en el que hay un elevado promedio de precipitaciones invernales que en cualquier otra región.
El 18 de julio de 1975  fue tal vez la más renombrada, ocurrió en la ciudad de Encarnación. En los años 1965 y 1973 se tienen registros de aguanieve también en la misma ciudad. El 20 de julio de 1979 también se reportó la caída de nieve en la ciudad de San Rafael del Paraná, departamento de Itapúa.
En otras ciudades, como Pilar, tuvo así también una ligera caída de aguanieve en los años 1970, y en Ciudad del Este ocurrió la otra 'gran' nevada en el invierno de 1982.
Más recientemente, se registró caída de aguanieve en la localidad de María Auxiliadora por espacio de 5 minutos el 22 de julio de 2013 y el 17 de julio de 2017 en el departamento de Caazapá.
En la capital Asunción, no se registraron nevadas jamás, aunque existen datos sobre ligeras caídas de aguanieve durante la época colonial, la última de las cuales habría sido en junio de 1751. En otras localidades no se tiene registro alguno, siquiera un dato histórico.

### Ciclones/tornados
El "pasillo de los tornados" de Sudamérica pasa por el sur del Paraguay. Esta región tiene un riesgo moderado de tornados, mientras que del resto del país el riesgo es bajo. Aun así, hay varios antecedentes de estos fenómenos a lo largo del territorio nacional.
En la noche del 20 de septiembre de 1926, la Villa Baja de la ciudad de Encarnación (actualmente la ex-Zona baja), fue arrasada por un tornado F4-5, originado en el río Paraná. Este evento se cobró 300 vidas siendo el tornado más mortífero de la historia en Sudamérica.
El 25 de octubre de 1965, un tornado también de categoría F4 destruyó cientos de casas nuevamente en la ciudad de Encarnación. Este evento cobró más de 180 vidas
En Ciudad del Este es algo normal ver bajar vórtices sobre el río Paraná, dándose principios de tornados que no llegan a bajar en su totalidad. Entre noviembre y diciembre del 2009, se dieron varios principios de tornados, aunque no fue nada peligroso para la población esteña.
En el Departamento Central, en la ciudad de San Lorenzo en el año 1998, ocurrió un tornado de categoría F0-1 de unos 50 metros de ancho y 500 de alto, que causó graves destrozos en el este del distrito colindante con Capiatá. 
El 18 de septiembre de 2012 se dio lo que se trató de un tornado tipo F1 en la llamada Escala de Fujita sobre Gran Asunción, el cual tuvo su epicentro en la zona del aeropuerto extendiéndose hacia Mariano Roque Alonso, afectando a esta ciudad gravemente, los vientos superaron los 160 km/h generando severos daños (como el derrumbamiento de estructuras), cobrándose la vida de 5 personas y dejando a su paso unas 5.100 familias afectadas por el evento climático.
El 11 de abril de 2014, se registró un tornado en el distrito de Santa Rita, el tornado no fue oficialmente calificado con ninguna intensidad, debido a que la zona no cuenta con una estación meteorológica que haya medido los datos de los vientos aunque por las características, correspondería a uno de categoría F1. El tornado generó la voladura de techos, caída de árboles, destruyó plantaciones y un testigo afirmó que el tornado levantó vacas. No generó víctimas fatales.
El 24 de junio de 2014 en Capiatá, se registró un fenómeno que pudo ser un tornado de baja categoría, dejó 140 casas dañadas y ninguna víctima fatal. 
El 4 de abril de 2015, un tornado en la localidad de Horqueta destruyó un asentamiento dejando dos muertos. Fue calificado como tornado tipo F2 con vientos de hasta 200 km/h. y cuya duración fue de aproximadamente 15 minutos. El temporal afectó también a la localidad de Loreto dejando destrozos a su paso.

### Sismos/terremotos
El Paraguay, debido a su mediterraneidad, se encuentra en una zona de baja a moderada actividad sísmica.
Los terremotos con epicentro en el país son muy inusuales, la mayoría de los sismos no pasaron de los 3 a 5 grados en la escala de Richter. La zona del Chaco es el que posee mayor incidencia de ser epicentros de sismos, aunque todos han sido muy leves.
El sismo de mayor magnitud registrado en el país, fue de magnitud 5,6 grados en la escala de Richter (otra fuente indica que fue de 6,5 grados), en el departamento de Boquerón, cerca de la frontera con Argentina, el 28 de febrero de 1989.
Los sismos e inclusive las réplicas de los terremotos con su epicentro fuera del país, dependiendo de la distancia, suelen llegar al Paraguay con una magnitud promedio de 1 hasta 3 grados en la escala de Ritcher. Varios de ellos son sentidos inclusive en la capital, Asunción, aunque la mayoría imperceptibles. El último sentido en la capital, ocurrió en octubre de 2015, de magnitud 2 grados en la escala de Richter, con su epicentro a más de 600 km hacia el oeste de la capital, en el noroeste argentino (véase Terremoto de Salta de 2015).